# Большой Гашун
Большо́й Гашу́н (от калм. Һашун — горькая) — река в Ростовской области, левый приток реки Сал. Длина 161 км, площадь бассейна 3090 км².
Несмотря на значительную длину, река не оказывается заметного влияния на сток реки Сал. Питается Большой Гашун талыми водами снегов и восполняется притоками: Малый Гашун и рекой без названия. Ледостав с декабря по март.
Большой Гашун имеет высокий правый и затопляемый низкий левый берег. Вода в русле держится постоянно, начиная от балки Хуторской, напротив впадения которой текут обильные родники. Берега здесь заросли густым камышом. Ниже Бурульского вода в русле, заросшем камышом, теряется.
После слиянии Большого Гашуна с Малым (ширина каждого из них 5—7 м) Гашун имеет ширину до 70 м, глубину до 3 м и берега высотою до 2 м. Однако расположенная ниже по течению плотина задерживает речные воды, и река почти пересыхает и не дает стока в Сал. Только весною, при прорыве ряда плотин или переполнении водою нижних приустьевых плотин, воды Гашуна пополняют воды Сала.